# Denonville
Denonville település Franciaországban, Eure-et-Loir megyében. Lakosainak száma 773 fő (2022. január 1.). Denonville Ouarville községgel határos.

## Népesség
A település népességének változása:
| Lakosok száma | 344  | 374  | 607  | 805  | 746  | 760  | 759  | 758  | 775  | 773  |
|               | 1968 | 1982 | 1990 | 2006 | 2013 | 2015 | 2017 | 2019 | 2020 | 2022 |